# Зона затопления (роман)
«Зона затопления» — роман писателя современной русской литературы Романа Сенчина. Победитель «Большой книги» 2015 года (третья премия).

## Общая информация
Первое издание романа «Зона затопления» было опубликовано издательством «АСТ» в Москве в 2015 году. В дальнейшем книга постоянно выпускалась отдельным тиражом. Роман популярен у современного читателя.

## Сюжет
Произведение новой русской литературы Романа Сенчина «Зона затопления» о непростой судьбе жителей сибирских деревень, имеющих длительную историю существования, и в спешном порядке из-за строительства современной Богучанской ГЭС принудительно переселяющихся в город. Писатель не испугался возможных параллелей с произведением Валентина Распутина «Прощание с Матёрой». Жители этой территории, а здесь свой быт организовали и высланные в сталинские времена, и потомственные крестьяне не соглашаются, бунтуют, протестуют, смиряются. Автор приводит к мысли, что как бы два мира сошлись в противоборстве: жизнь народная, уходящая и новая бюрократия, бездушная. Героев, которым присуще протестное настроение немного, но они имеются и демонстрируют свой характер.
Уже на старте чтения романа осознаёшь, что счастливого финала у произведения не будет. Ситуация безвыходная и героям нужно соглашаться с таким развитием событий, жить так, как предлагают.
Стройка этого огромного сооружения началась ещё в 1974 году, но затем на тринадцать лет была остановлена. Когда проект попал к молодым амбициозным он быстрыми темпами, не пощадив людей и всё окружающее стал двигаться к своему завершению.
В произведении нет явной цельной линии сюжета. Читатель знакомится с историей людей переселенцев. Иногда автор размышляет о возможных путях решения острых социальных вопросов, но это его право, которым он с лёгкостью пользуется.

## Критика и рецензии
Литературный деятель современности Александр Котюсов в журнале «Волга» так определил направление в романе «Зона затопления»:
«Зона затопления» — роман о стране, в которой в эту самую зону затопления входит всё. Вся Россия. Вся ее огромная территория, все леса, пастбища, поля, города, деревни. Люди. Жизни. Души. Даже могилы предков. Могилы — это память. Нет могил — нет памяти. Люди с памятью создают для государства проблемы. Они не нужны стране. В идеале таких людей вообще не должно быть. Тогда для государства все становится хорошо. Манкуртами управлять легче.
Василий Авченко также обратил своё внимание на данное литературное издание и высказался:
Как «Матёра» — не только о Братской ГЭС, так и «Зона» — не только о Богучане. Отношения деревни и города, утрата родовой и исторической памяти, «маленький человек», конфликт власти и населения — вот лишь несколько линий этого романа, выросшего из отдельных новелл. Книга — неприкрыто злободневная, но её публицистичность надёжно растворена в художественности. Сквозные образы — вода и кладбище. Новый и зловещий смысл приобретает слово «глубинка». А «гидроэлектростанция» отсылает к многоголовой гидре…

## Награды
- 2015 — Большая Книга, третья премия.